# Tschechische Squash-Meisterschaften
Die Tschechischen Squash-Meisterschaften sind ein Wettbewerb zur Ermittlung des nationalen Meistertitels im Squash in Tschechien. Ausrichter ist die Česká asociace squashe.
Sie werden seit der Staatsgründung Tschechiens im Jahr 1993 bei den Herren und Damen jährlich ausgetragen. Rekordhalter sind Jan Koukal bei den Herren mit 18 Titeln sowie Jana Šmeralová bei den Damen mit neun Titeln.

## Tschechische Meister
Die Nummern in Klammern hinter den Namen geben die Anzahl der gewonnenen Meisterschaften wieder. Folgende Spieler konnten die Meisterschaft gewinnen:
| Jahr | Herren             | Damen                 |
| ---- | ------------------ | --------------------- |
| 1993 | Karel Bláha        | Ilona Smrtová         |
| 1994 | Miloš Pokorný      | Ilona Smrtová (2)     |
| 1995 | Petr Spůrek        | Iveta Hrdlicová       |
| 1996 | Petr Spůrek (2)    | Ilona Smrtová (3)     |
| 1997 | Miloš Pokorný (2)  | Ilona Smrtová (4)     |
| 1998 | Miloš Pokorný (3)  | Jana Šmeralová        |
| 1999 | Jan Koukal         | Jana Šmeralová (2)    |
| 2000 | Jan Koukal (2)     | Jana Šmeralová (3)    |
| 2001 | Jan Koukal (3)     | Jana Šmeralová (4)    |
| 2002 | Jan Koukal (4)     | Jana Šmeralová (5)    |
| 2003 | Jan Koukal (5)     | Jana Šmeralová (6)    |
| 2004 | Jan Koukal (6)     | Jana Šmeralová (7)    |
| 2005 | Jan Koukal (7)     | Jana Šmeralová (8)    |
| 2006 | Jan Koukal (8)     | Jana Šmeralová (9)    |
| 2007 | Jan Koukal (9)     | Lucie Fialová         |
| 2008 | Jan Koukal (10)    | Lucie Fialová (2)     |
| 2009 | Pavel Sládeček     | Olga Ertlová          |
| 2010 | Jan Koukal (11)    | Lucie Fialová (3)     |
| 2011 | Jan Koukal (12)    | Lucie Fialová (4)     |
| 2012 | Jan Koukal (13)    | Lucie Fialová (5)     |
| 2013 | Jan Koukal (14)    | Olga Ertlová (2)      |
| 2014 | Jan Koukal (15)    | Olga Ertlová (3)      |
| 2015 | Jan Koukal (16)    | Lucie Fialová (6)     |
| 2016 | Jan Koukal (17)    | Olga Kolářová 1 (4)   |
| 2017 | Jan Koukal (18)    | Zuzana Kubáňová       |
| 2018 | Daniel Mekbib      | Anna Serme            |
| 2019 | Daniel Mekbib (2)  | Olga Kolářová (5)     |
| 2020 | Daniel Mekbib (3)  | Anna Serme (2)        |
| 2021 | Daniel Mekbib (4)  | Anna Serme (3)        |
| 2022 | Jakub Solnický     | Anna Serme (4)        |
| 2023 | Jakub Solnický (2) | Olga Kolářová (6)     |
| 2024 | Jakub Solnický (3) | Karolína Šrámková     |
| 2025 | Viktor Byrtus      | Karolína Šrámková (2) |

 1 Olga Ertlová trat nach ihrer Heirat unter ihrem neuen Namen Olga Kolářová an.